# Omniglypta cerina
Omniglypta cerina är en blötdjursart som först beskrevs av Henry Augustus Pilsbry 1905.  Omniglypta cerina ingår i släktet Omniglypta och familjen Omniglyptidae. Inga underarter finns listade i Catalogue of Life.